# Букарки

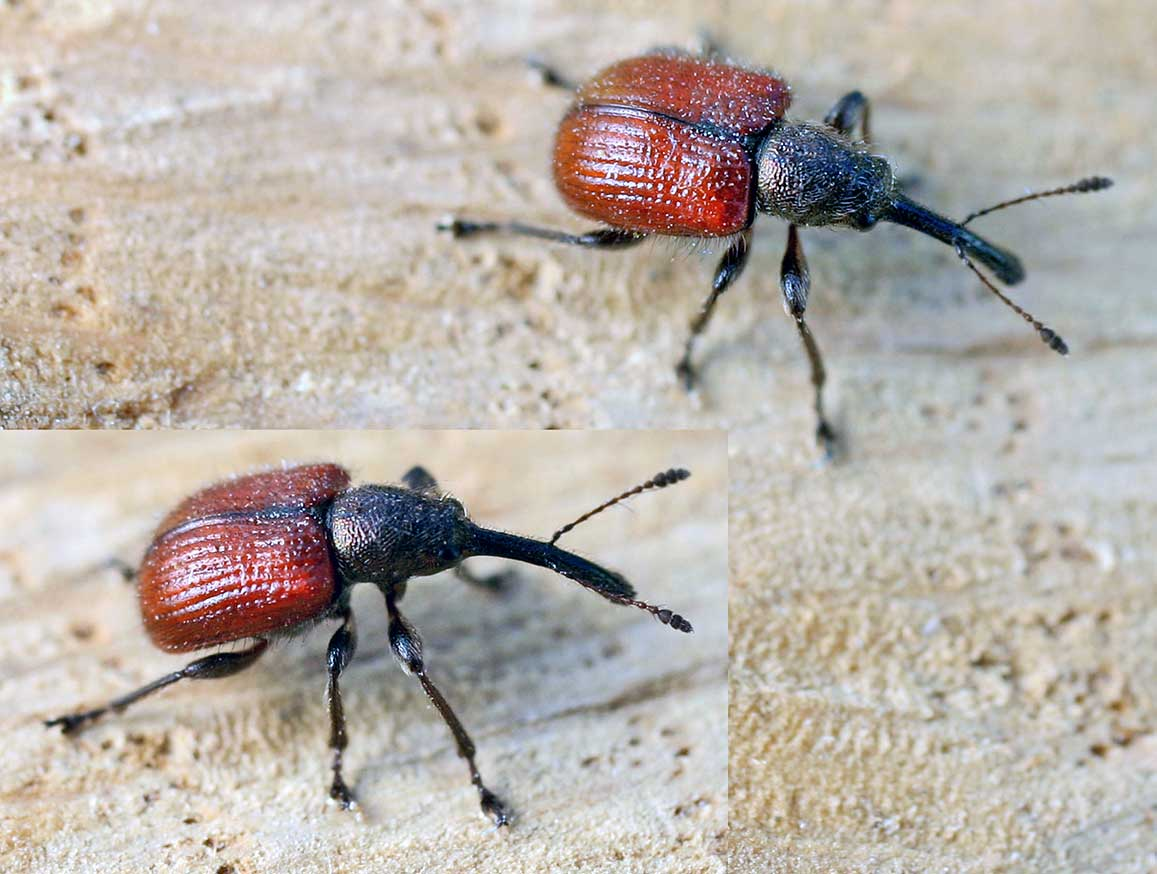
Tatianaerhynchites aequatus

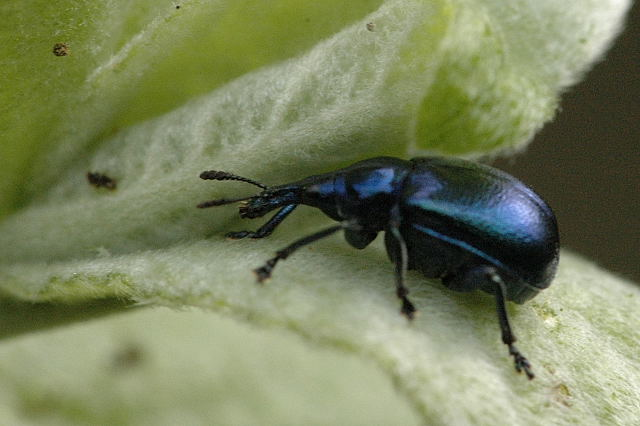
Byctiscus betulae

Букарки, или ринхитиды (лат. Rhynchitinae) — подсемейство насекомых из семейства трубковёртов. Около 1100 видов. В России 84 вида.

## Описание
Тело длиной 1—6 мм. Как и других долгоносиков их характеризует головотрубка (вытянутая передняя часть головы). Фитофаги. Долгоносик-вор (Pterocolus ovatus), обитающий в Северной Америке интересен своей необычной для этих жуков биологией. Они питаются яйцами и являются клептопаразитами (гнездовыми ворами) у жуков близкого семейства Attelabidae.

## Палеонтология
Древнейшие представители семейства известны с позднего мела. Также найдены в балтийском, доминиканском и мексиканском янтарях.

## Систематика
Иногда рассматривается в качестве отдельного семейства Rhynchitidae.
- Подсемейство Rhynchitinae Gistel, 1848
  - Триба Auletini Desbrochers, 1908
  - Триба Auletorhinini Voss, 1935
  - Триба Byctiscini Voss, 1923
  - Триба Deporaini Voss, 1929
  - Триба Rhinocartini Voss, 1931
  - Триба Rhynchitallini Voss, 1960
  - Триба Rhynchitini Gistel, 1848
- Подсемейство Isotheinae Scudder, 1893
  - Триба Isotheini
  - Триба Toxorhynchini
- Подсемейство Pterocolinae Lacordaire, 1866
  - Род Apterocolus
  - Род Pterocolus